# Blake Wheeler
Blake James Wheeler (Plymouth, Minnesota, 31 de agosto de 1986), más conocido como Blake Wheeler, apodado Wheels o Big Wheels, es un jugador profesional estadounidense de hockey sobre hielo que se desempeña en la posición de extremo derecho en New York Rangers, equipo de la National Hockey League (NHL).

## Carrera
Fue seleccionado en la primera ronda en la NHL Entry Draft de 2004. En 2008 hizo su debut profesional con el equipo Boston Bruins, en el cual jugó tres temporadas (2008-2010), después pasó a Atlanta Thrashers que, en 2011 fue renombrado como Winnipeg Jets (2010-2023), luego a New York Rangers, donde lleva jugando una temporada.